# TKİ Tavşanlı Linyitspor
Maillots
Actualités
TKİ Tavşanlı Linyitspor est un club de football turc fondé en 1943. Le club joue au stade Dumlupınar.

## Palmarès
- Championnat de Turquie D4
  - Champion : 2009

## Parcours
- Championnat de Turquie D2 : 2010-
- Championnat de Turquie D3 : 2009-2010
- Championnat de Turquie D4 : 1984-1996, 2007-2009